# Starożytny Iran
Starożytny Iran, starożytna Persja – Iran w starożytności, od początku do podboju arabskiego.

## Nazwa i pojęcie
Perska nazwa Iran wywodzi się od średnioperskiej formy Eran (partyjskie Arjan), która po raz pierwszy pojawia się na monetach i w napisie przy reliefie z Naghsz-e Rostam sasanidzkiego króla Ardaszira I. Jest tam mowa o Eranszahr (part. Arjanszahr), czyli państwie Ariów. Nazwa Iran pochodzi zatem od nazwy ludu Ariów, przy czym należy zauważyć, że już w Aweście mowa jest o Airjana Waedżah (kraju Ariów), Achemenidzi zaś określali się w swoich inskrypcjach jako Arija (Ariowie) oraz Arija czithra (pochodzenia aryjskiego). Za czasów późniejszych królów sasanidzkich skrótowym w stosunku do Eranszahr terminem Eran zaczęto określać całość ich państwa, a nie zgodnie z jego pierwotnym znaczeniem Ariów, czyli ówczesne ludy irańskie. Podsumowując: „Eran bierze początek od staroperskiego arija- i awestyjskiego airja «aryjski». Obydwa ostatnie terminy są poświadczone jako najstarsze historyczne określenia ludów irańskich”.
Starożytni Grecy używali w stosunku do Iranu nazwy Persis, która wywodzi się od staroperskiego Parsa – nazwy Persów, jednego z ludów irańskich. Ze względu na to, że ówcześni Persowie pod przywództwem Achemenidów zdominowali wszystkie inne ludy irańskie, ich nazwa była używana przez Greków jako zbiorcze określenie na wszystkich Irańczyków, chociaż niektórzy autorzy greccy zdają też sobie sprawę z istnienia ogólnego terminu Arioi o takim samym zakresie. Poza tym jednak Grecy czasami stosowali określenie Persowie także w węższym sensie, na określenie mieszkańców Persis, w znaczeniu irańskiego regionu Pars/Fars. Trzeba tu podkreślić, że przez całą swoją historię Irańczycy używali określenia Persja i Persowie jedynie w tym właśnie wąskim znaczeniu regionalnym, w stosunku do swojego kraju jako całości używając wskazanych powyżej form Airjana, Arjan-, Eran, Iran. Tymczasem grecka nazwa Persis przeszła do innych języków europejskich i w niej ma źródło polska forma Persja, którą możemy uznać za synonim Iranu. Ta ostatnia nazwa zaczęła się pojawiać w językach europejskich, odkąd Reza Szah (1925-1941) zażądał jej używania także przez obcą dyplomację, przy czym „szach Reza wcale nie zmienił nazwy kraju – poprosił raczej cudzoziemców, żeby odtąd posługiwali się rodzimą nazwą”.
W różnych okresach historycznych w skład państw, które miały swoje centrum na Wyżynie Irańskiej wchodziły ziemie Mezopotamii, Anatolii, Zakaukazia, Azji Środkowej, obecnego Afganistanu i Pakistanu, których historia w związku z tym także do pewnego stopnia wchodzi w skład dziejów Iranu. W historiografii funkcjonuje pojęcie Wielkiego Iranu, który obejmował nie tylko Iran właściwy, ale także znajdujące się w zasięgu jego wpływów terytoria. Dokładne granice Wielkiego Iranu zmieniały się wraz z biegiem czasu. Jak zaznacza Bogdan Składanek, Wielki Iran w epoce prehistorycznej obejmował, prócz współczesnego Iranu, Azję Środkową po Syr-Darię [...] stepy południowej Europy zamieszkałe od VIII/VII wieku p.n.e. przez irańskich koczowników, zachodni i środkowy Afganistan łącznie z pakistańską częścią Beludżystanu, przy czym zachodnia rubież tak rozumianego Iranu właściwie nie przesunęła się w ciągu dziejów. Jeśli chodzi o zakres czasowy, to dzieje starożytnego Iranu wyznaczają dwie cezury – przybycie na tereny dzisiejszego Iranu Ariów, przodków dzisiejszych Irańczyków, w drugiej połowie II tysiąclecia p.n.e. oraz arabski podbój Iranu w VII i VIII wieku. Ariowie nie przybyli jednak na tereny, gdzie przed nimi panowałaby całkowita kulturalna pustka, dlatego dla zrozumienia ich późniejszej historii należy także omówić historię terytoriów irańskich przed ich pojawieniem się.

## Iran prehistoryczny

### Paleolit
Na terenie dzisiejszego Iranu nie udało się dotąd znaleźć materiału archeologicznego, który z pewnością można by zaliczyć do paleolitu dolnego. Znalezisk o wieku 800 tys. lat dokonano jednak w Azji Środkowej. Zarówno w Iranie jak i Azji Środkowej żyli neandertalczycy, którzy pojawili się tam ponad 100 tys. lat temu. Wczesny paleolit środkowoazjatycki wykazuje wiele powiązań z Indiami, a w szczególności z kulturą Soan z terenu dzisiejszego Pakistanu. Z kolei środkowoazjatycka kultura mustierska ma wiele cech wspólnych z kulturami Azji Mniejszej i Iranu.
Na terenie Iranu o wiele lepiej jest reprezentowany środkowy paleolit. Stanowiska z tego okresu są znane z gór Taurus, Zagros, Afganistanu i wspomnianej już powyżej Azji Środkowej. Nie mamy pewności kiedy w Iranie rozpoczęła się kultura mustierska, ale datowanie radiowęglowe Jaskini Kundżi w paśmie Zagros wskazuje na więcej niż 40 tys. lat. Najważniejszym stanowiskiem regionu jest jaskinia Szanidar, położona już w irackiej części Zagrosu, znana przede wszystkim z obecności w niej wielu szkieletów neandertalczyków. Najbardziej znane inne stanowiska z tego okresu to Warwasi, Bisotun i Ardżana. Irański środkowy paleolit skończył się ok. 30 tys. lat temu.
Najważniejszą kulturą górnego paleolitu jest w Iranie kultura baradosteńska, obejmująca region Zagrosu. Najważniejsze związane z nią stanowiska to wspomniane już Szanidar, Warwasi, Ardżana, Bisotun i jaskinia Jafta koło Chorramabadu. Znaleziska z okresu górnego paleolitu znamy poza tym z wielu innych miejsc w Iranie, co wskazuje na szersze rozprzestrzenienie człowieka niż w paleolicie środkowym. Podobnie jak w innych rejonach świata to w tym okresie w Iranie człowieka neandertalskiego zastąpił Homo sapiens. Kultura baradosteńska kończy się ok. 22 tys. lat temu, a 17 tys. lat temu zaczyna się epipaleolityczna kultura zarzyjska, trwająca aż do neolitu. Luka 5 tys. lat pomiędzy kulturą baradosteńską a zarzyjską może być wyjaśniona opuszczeniem terenów kultury baradosteńskiej podczas ostatniego zlodowacenia. Eponimicznym stanowiskiem kultury zarzyjskiej jest Zarzan w irackim Zagrosie, inne ważne stanowiska to Bisotun, Ardżana i Pa Sangar. Irański epipaleolit jest także silnie reprezentowany przez stanowiska nad Morzem Kaspijskim, nie należące do kultury zarzyjskiej. Są to Ali Tappe, Hutu i Kamarband.

### Neolit

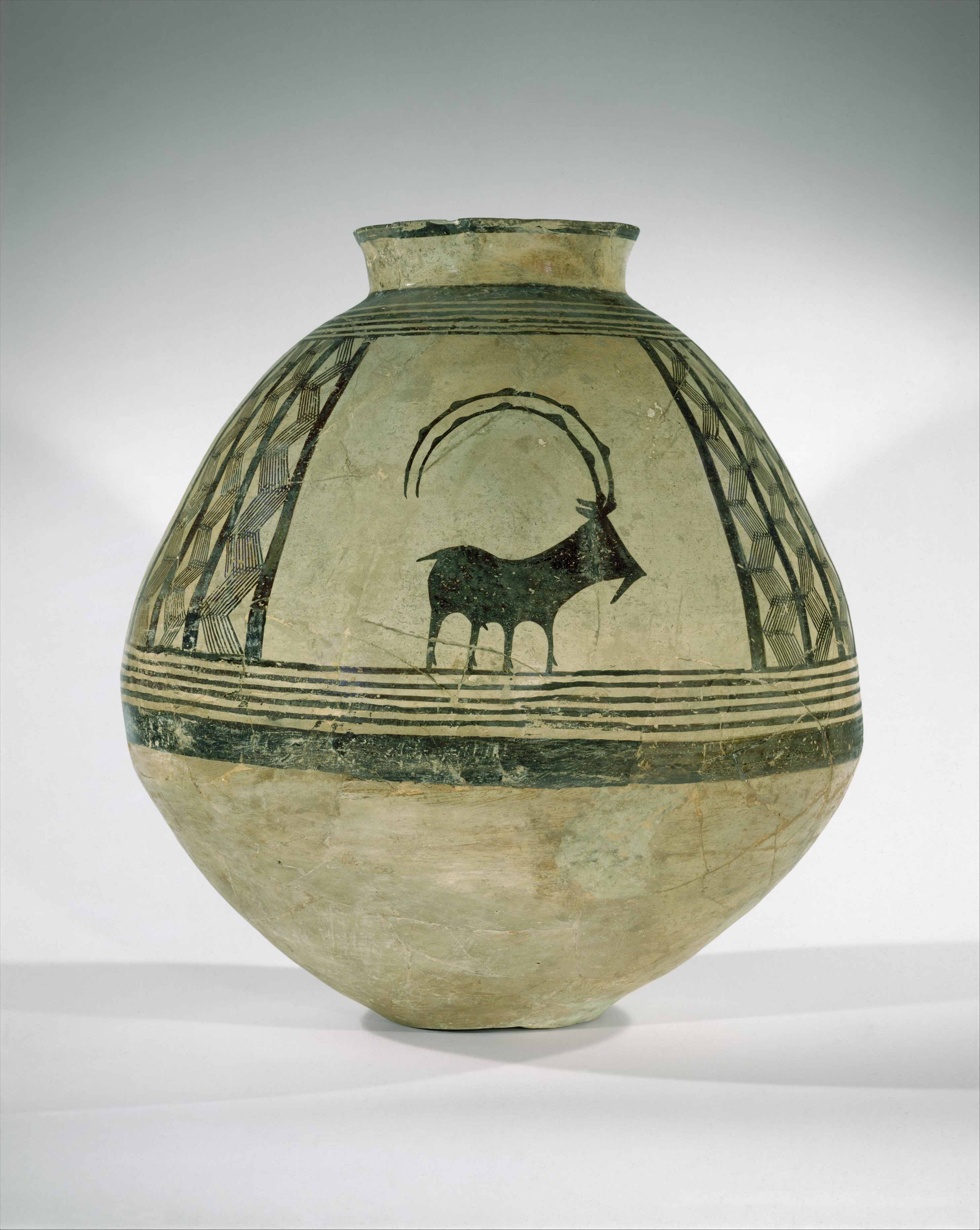
Ceramiczny pojemnik dekorowany obrazem górskiej kozy. Centralny Iran, ok. 4000–3600 p.n.e. Zbiory Metropolitan Museum of Art

Iran należał do obszarów z najwcześniejszą gospodarką rolniczą i stałymi osadami. Tamtejszy neolit dzielimy na preceramiczny, gdy nie znano jeszcze naczyń glinianych, oraz ceramiczny, rozpoczynający się ok. 6500 lat p.n.e. Przeciętna neolityczna osada w Iranie liczyła 50 do 100 ludzi żyjących w domach z gliny, namiotach lub szałasach. Najstarsza odkryta neolityczna osada w zachodnim Iranie to Gandżdarre, położona w dzisiejszym ostanie Kermanszah, datowana na połowę IX tysiąclecia p.n.e., gdzie obok licznych narzędzi rolniczych, ceramiki i terakotowych figurek zwierząt i ludzi znaleziono także najstarsze ślady udomowienia owiec w Iranie, pochodzące sprzed 8 tys. lat p.n.e. Jednym z najlepiej zbadanych stanowisk z tego okresu jest Alikosz położone w północnej części dzisiejszego Chuzestanu i zaliczane do kultury Karim Szahir, którego najstarsze warstwy datuje się na VIII tysiąclecie p.n.e. Początkowo wśród mieszkańców osady dominowało zbieractwo, jednak w połowie VII tysiąclecia p.n.e. przeważało już rolnictwo. Jednocześnie osada zmieniła swój charakter z zamieszkiwanej od jesieni do lata na osadę stałą. W neolicie ceramicznym w Alikosz pojawia się w dużej ilości ceramika z ornamentami geometrycznymi malowanymi ciemną farbą. Inne ważne stanowiska to Sarab i Czogha Safid. Wschodnia część prehistorycznego Wielkiego Iranu była w tym okresie zapóźniona cywilizacyjnie w stosunku do zachodu. W dzisiejszym Turkmenistanie kultury rolnicze rozwijały się już od VII tysiąclecia p.n.e., jednak na terenie dzisiejszego Afganistanu powstały one znacznie później niż w Iranie, zaś w Hindukuszu powstanie pierwszych osad rolniczych datujemy na okres nie wcześniejszy niż IV tysiąclecie p.n.e..
Właściwy neolit kończy się w Iranie około 5500 p.n.e. wraz z pojawieniem się nowych technik i stylów w wytwarzaniu naczyń (czarne malowane wzory na żółtobrązowym tle gliny), co zwiastuje początek eneolitu. Wiązał się on z nasilonymi wpływami z Mezopotamii, zwłaszcza kultur Halaf i Ubajd. Na stanowisku Czogha Mami w dzisiejszym Azerbejdżanie Zachodnim zaobserwowano przejście od rolnictwa deszczowego do irygacyjnego, co poświadczają odkryte kanały nawadniające o długości ponad 5 km. Region ten należał do tzw. kultury Samarra, obejmującej również część Mezopotamii. W drugiej połowie VI tys. p.n.e. na równinie Dehloran uformowała się kultura Tape Sabz, podczas gdy w Chuzestanie istniała wtedy kultura Czogha Misz i kultura Suzjana A. W końcu VI tys. p.n.e. na terenie Chuzestanu rozwijała się kultura Chazine, a we wschodnim Chuzestanie Suzjana B. W V tysiącleciu p.n.e. powstała kultura Suza A – ówczesna Suza zajmowała ok. 25 ha powierzchni. Produkowano dobrej jakości ceramikę i sporo narzędzi miedzianych. W VI tysiącleciu rozpoczyna się rozwój kultury Tappe-je Sijalk koło Kaszanu, który miał trwać następnych kilka tysiącleci. W Sijalk I pojawiają się domy z suszonej cegły. W Afganistanie narzędzia z miedzi pojawiają się w IV tysiącleciu, zaś już wcześniej rozwinęło się tam na większą skalę górnictwo. W Azji Środkowej w tym okresie pomimo znacznego rozwoju agrotechniki nadal rolnictwo współistniało z półkoczowniczą gospodarką hodowlaną i ta mieszana ekonomia utrzymywała się tam przez wiele stuleci, obok zajmującej w IV i III tysiącleciu rozległy obszar myśliwsko-rybołówczej kultury keltemirskiej.

### Epoka brązu

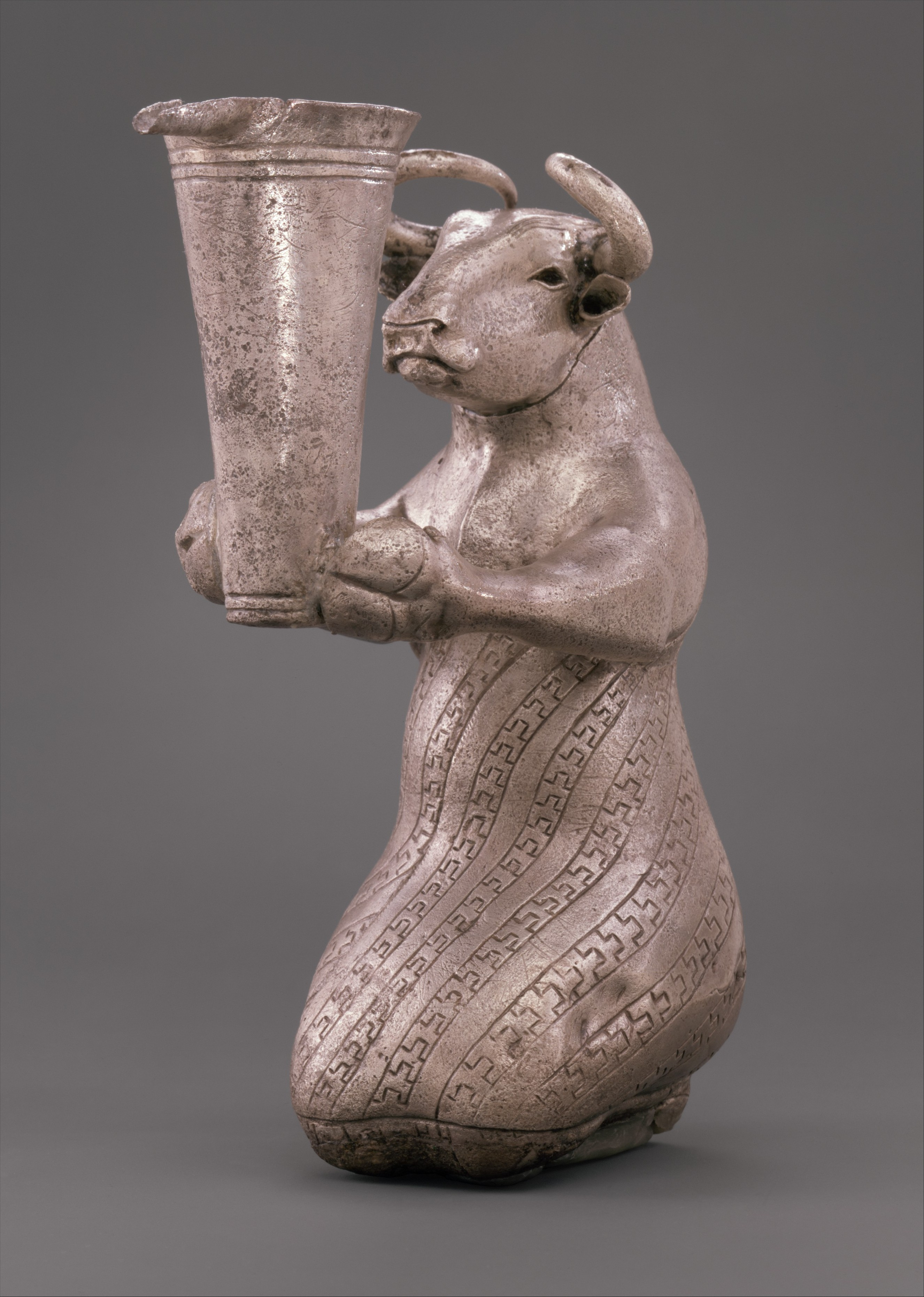
Klęczący byk dzierżący przelewające się naczynie. Srebro. Południowo-zachodni Iran, kultura protoelamicka. Ok. 3100–2900 p.n.e. Zbiory Metropolitan Museum of Art

Epoka brązu rozpoczyna się w Iranie wraz z powstaniem pierwszych miast ok. 3400 p.n.e. i trwa do 1400 p.n.e. Najlepiej rozwiniętym regionem w tym okresie był Chuzestan wraz z częścią gór Zagros, z wielkimi ośrodkami w Suzie i Anszanie. Na tym terenie ostatecznie w I połowie III tysiąclecia p.n.e. ukształtowało się państwo elamickie, któremu poświęcona jest osobna sekcja tego artykułu. Wpływy kulturowe protoelamickiej Suzy są widoczne w innych najważniejszych ośrodkach epoki brązu na terenie Iranu, takich jak Godin Tappe w rejonie środkowej części gór Zagros, Tappe-je Hesar w dzisiejszym ostanie Semnan i wspomniane już Tappe-je Sijalk. W ostatnich stuleciach IV tysiąclecia w Godin powstała osada założona zapewne przez przybyszy z Mezopotamii, której centrum tworzył kompleks budynków otoczony murem. W jego obrębie odkryto teksty protoelamickie, pieczęcie i ich odciski oraz ceramikę typu chuzestańskiego i mezopotamskiego. Cytadela w Godin została opuszczona i powstała tam później całkowicie nowa osada, której typ ceramiki wskazuje na Zakaukazie jako miejsce pochodzenia jej twórców. W ówczesnym Tappe-je Sijalk, które prosperowało ze względu na duże złoża miedzi w jego pobliżu, znalezione tabliczki, pieczęcie i ceramika potwierdzają kontakty z Suzą i Godin. Sijalk zostało jednak opuszczone w początkach III tysiąclecia i ponownie zasiedlone dopiero w epoce żelaza. Tappe-je Hesar uformowało się ok. 3000 p.n.e. Jedną trzecią ówczesnego miasta zajmowały warsztaty zajmujące się wytopem miedzi i obróbką lapis lazuli oraz turkusu, wydobywanych w sąsiednich regionach. W połowie III tysiąclecia Hesar było wielkim ośrodkiem miejskim, utrzymującym kontakty z zachodnim Iranem. W roku 2001 odkryto wielkie stanowisko epoki brązu koło miasta Dżiroft, gdzie odkopano wielkie tarasowate konstrukcje architektoniczne zbliżone do świątyń sumeryjskich, oraz ogromną liczbę pieczęci i kamiennych naczyń oraz wiele wyrobów z miedzi. Pełna ocena znaczenia tych znalezisk jak na razie nie została jeszcze dokonana. Wielkie osady epoki brązu w południowo-wschodnim Iranie znajdowały się też w położonym niedaleko Dżiroft Tappe-je Jahja, oraz w Szahdad i Szahr-e Suchte w Sistanie. W Turang Tappe, położonym w pobliżu miasta Gorgan, ok. 2000 p.n.e. zbudowano świątynię o kształcie analogicznym do zigguratu w Ur. Podobne monumentalne budowle znane są także z Altyndepe w Turkmenistanie i Mundigak w Afganistanie.

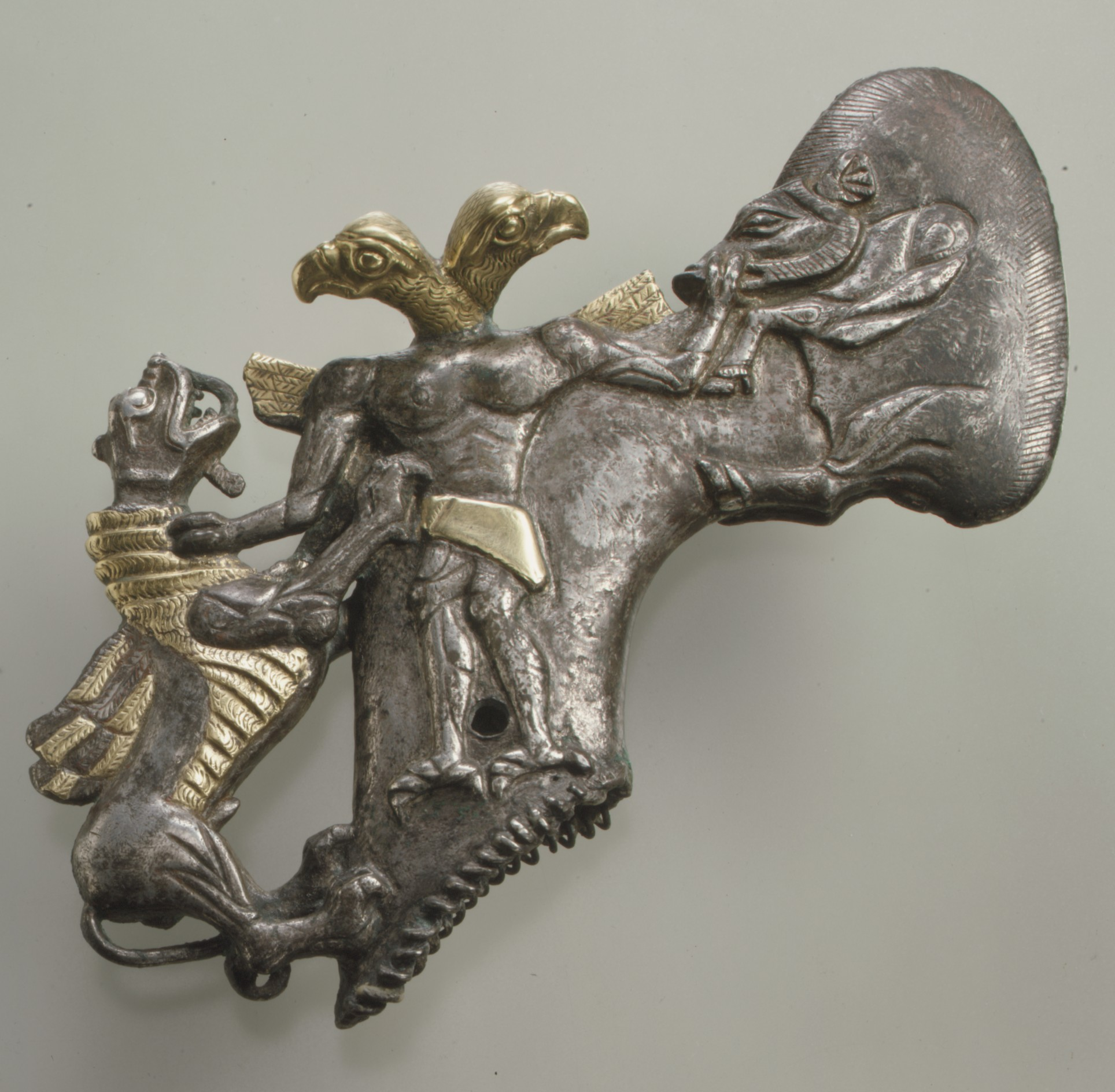
Trzonek siekiery z demonem o głowie ptaka, dzikiem i smokiem. Srebro i złota folia. Baktryjsko-Margiański Zespół Archeologiczny, ok. 2000 p.n.e. Zbiory Metropolitan Museum of Art

Ogólnie w końcu III tysiąclecia wschodni Iran i Azja Środkowa tworzyły wspólnotę kulturową, rozwijającą się w symbiozie z Elamem i Mezopotamią. Istniały też ścisłe związki z kulturami doliny Indusu. W końcu III tysiąclecia duże osady rolnicze pojawiły się w różnych regionach Azji Środkowej. Nad dolną Amu-darią rozwinęła się kultura tazabagiabska, a na północ od Syr-darii kultura andronowska, której powstanie wiązano z pojawieniem się ludów indoeuropejskich, choć jest to hipoteza obecnie podważana. W pierwszej połowie II tysiąclecia istniała kultura zwana baktryjsko-margiańskim zespołem archeologicznym, z takimi stanowiskami jak posiadający wielki kompleks kultowy Togolok 21, czy też Gonurdepe, oba w Margianie. Natomiast Azerbejdżan irański w epoce brązu pozostawał bardziej związany kulturowo z Anatolią i Zakaukaziem, niż Wyżyną Irańską. Najważniejsze stanowiska w tym regionie to Haftawan Tappe, Guj Tappe, Gidżlar oraz Janik Tappe. Badania archeologiczne przyniosły wiele dowodów na to, że Iran epoki brązu służył Mezopotamii jako źródło surowców i kruszców. Z Iranu sprowadzano m.in. miedź, lapis lazuli, cynę, kamień i drewno. Istniały szlaki handlowe prowadzące m.in. z północnej Mezopotamii przez rejon Sulajmanijji, do Tappe-je Gijan, Sijalk i Hesar; z Babiloni przez dolinę Dijali na Wyżynę Irańską; wydaje się, że istniał też szlak południowo-irański, wiodący z Sumeru przez Suzę do Tappe-je Jahja i doliny Indusu.
Ze względu na bardzo silne kulturalne, gospodarcze i polityczne związki z Mezopotamią posiadamy źródła pisane dotyczące Iranu pochodzące z tamtego regionu. To w nich opisane są pierwsze znane nam ludy Iranu. W dzisiejszym Kurdystanie, zarówno w jego irackiej jak i irańskiej części, od drugiej połowy III tysiąclecia zamieszkiwali Huryci, którzy prawdopodobnie byli ludem kaukaskim. W II tysiącleciu p.n.e. mieli oni wraz z Ariami stworzyć państwo Mitanni. Sąsiadami Hurytów byli Gutejowie i Kasyci, plemiona góralskie z Zagrosu. Góry te zamieszkiwali także Lulubejowie, którzy szczyt potęgi osiągnęli za króla Annubanini (pierwsza połowa XXII w. p.n.e.), o czym świadczy m.in. jego relief naskalny w Sarpol-e Zahab w Kurdystanie. Gutejowie przez około 100 lat, od ok. 2200 p.n.e., rządzili w południowej Mezopotamii. Spośród tych ludów największy sukces odnieśli Kasyci, którzy wtargnęli do Babilonii po najeździe króla Hetytów Mursili I (ok. 1620 – ok. 1590 p.n.e.) i panowali tam aż do upadku ich dynastii ok. 1155 p.n.e. Gutejów i Kasytów uważa się czasem za spokrewnionych z Elamitami, jednak ze względu na ubóstwo źródeł o pochodzeniu wyżej wymienionych ludów nie da się powiedzieć niczego rozstrzygającego.
W ciągu pierwszej połowy II tysiąclecia p.n.e. kulturę epoki brązu w Iranie i na ziemiach sąsiednich dotknął kryzys. Tappe Hesar, Szahr-e Suchte i niektóre inne osady zostały opuszczone. Osadnictwo w Golestanie i Turkmenistanie znacznie się zmniejszyło, natomiast w Baktrii na miejscu miast powstały liczne mniejsze osady. W Sistanie także zmienił się charakter osadnictwa, natomiast nie zostało ono przerwane w południowym Beludżystanie, gdzie wprowadzono wówczas do uprawy ryż i sorgo.

### Wczesna epoka żelaza

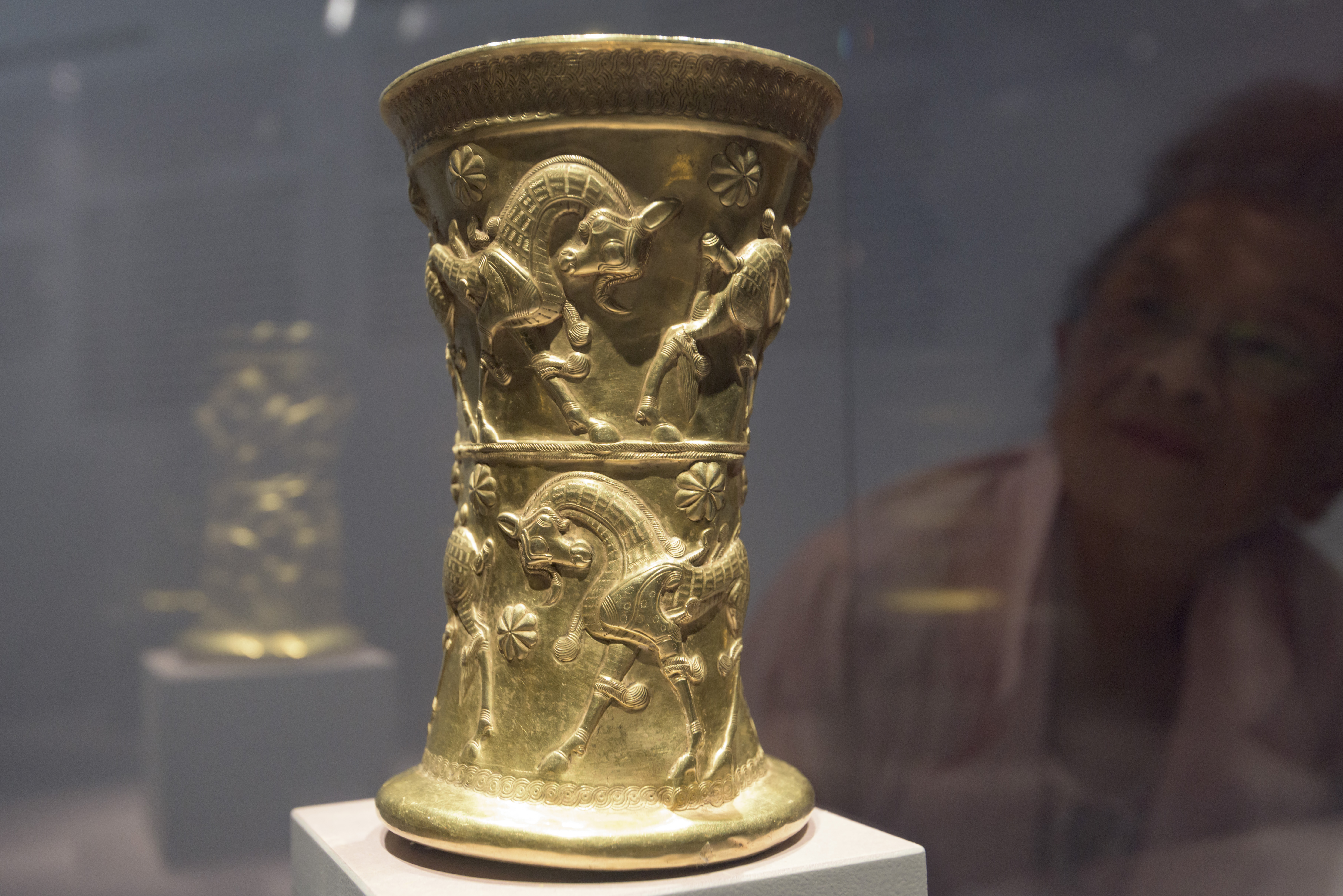
Złoty puchar z Marlik z przedstawieniem niebiańskich byków, wykonany techniką repusowania. XI w. p.n.e. Zbiory Muzeum Narodowego Iranu

Wczesna epoka żelaza rozpoczyna się w Iranie ok. 1400–1300 p.n.e. i kończy wraz z powstaniem imperium Achemenidów ok. 550 p.n.e. Pierwsze narzędzia żelazne znane są w Iranie dopiero od IX w. p.n.e. ze stanowisk na zachodzie i wtedy też pojawiają się pierwsze obszerniejsze źródła pisane dotyczące sytuacji w zachodnim Iranie, które są pochodzenia asyryjskiego. Przejście od epoki brązu do epoki żelaza widoczne jest szczególnie na stanowiskach w rejonie jeziora Urmia, takich jak Tappe-je Hasanlu, Dencha Tappe, Guj Tappe i Kordlar. Osady epoki brązu zostały zniszczone (w Dencha Tappe są ślady pożarów) i powstały centra o innej kulturze, co wskazuje na przybycie nowego ludu. Pojawienie się nowej kultury ok. 1400 p.n.e. widoczne jest też w Azerbejdżanie, nad Morzem Kaspijskim (Marlik), na Wyżynie (Sijalk A), częściowo też w Kurdystanie (Gijan, Godin). Nowe elementy kulturowe to cmentarzyska z pojedynczymi grobami poza osadami, specyficzna architektura, jednokolorowa ceramika szara lub czerwona. Tę ostatnią wiąże się często z Ariami, jednak pozostaje wątpliwe czy określony typ ceramiki możemy wiązać z jednym określonym ludem. We wczesnym żelazie I (ok. 1400–1100) istniały w zachodnim Iranie dwie strefy kulturowe: jedna z wczesną szarą ceramiką na wymienionych obszarach, druga zaś z ceramiką obejmującą kubki tzw. typu elamickiego lub kasyckiego (głównie Chuzestan, Fars i zachodni Lorestan). W okresie wczesnego żelaza II (1100–800) Iran był bardziej zróżnicowany kulturowo. We wczesnym żelazie III (800–550) region podąża ku unifikacji kulturowej, co wiąże się z rosnącą potęgą Medów
Najważniejszym stanowiskiem epoki żelaza w Iranie jest Hasanlu. Centrum osady w okresie Hasanlu IV (1200–800 p.n.e.) tworzył wielki kompleks budowli o powierzchni ok. 1000 m². Wszystkie budowle posiadały centralną salę z podwójnymi szeregami kolumn – te wielkie sale kolumnowe miały później swoje odpowiedniki zarówno u Medów (Nuszidżan, Godin II), jak i w okresie achemenidzkim w Pasargady, Persepolis i Suzie. W Hasanlu oraz w Dencha Tappe odkryto tysiące wyrobów sztuki i rzemiosła wykonanych ze złota, brązu, srebra, żelaza, szkła i kości słoniowej. Niektórzy uczeni uważają Hasanlu za ośrodek państwa Manna – miasto zostało zniszczone przez Urartu ok. 800 p.n.e. Niezwykle cenne wyroby metalowe i gliniane odnaleziono także w Marlik, które było nekropolią miejscowych królów. Wyroby z Marlik odnaleziono w wielu innych regionach Iranu, co wymownie świadczy o potędze i zasięgu wpływów jego królów.

## Elam

Zasięg państwa elamickiego, wokół niego państwa i ludy sąsiednie. Zatoka Perska ma wielkość z Epoki brązu

Pierwszym państwem na terenie Iranu był Elam, którego pierwotnym terytorium był dzisiejszy Chuzestan. Znaleziska archeologiczne potwierdzają, że późniejsza stolica Elamu, Suza, została ufundowana już ok. 4200 p.n.e. O istnieniu Elamu źródła sumeryjskie mówią w kontekście VII wieku III tysiąclecia p.n.e., kiedy to Sumerowie mieli go najechać, na co odpowiedzią był szereg najazdów na Mezopotamię ze strony elamickiej. Ta polityka ekspansji, obejmująca także dzisiejszy Iran, załamała się w konfrontacji z imperium akadyjskim, którego armia około 2300 p.n.e. spustoszyła Elam. Stał się on krajem wasalnym i postępowała jego akadyzacja, trwająca aż do XIII wieku p.n.e. Niemniej w 2004 p.n.e. Elamitom udało się doprowadzić do upadku III dynastii z Ur, a w 1157 p.n.e. na krótko opanowali Babilon. Były to jednak sukcesy przejściowe, generalnie wielowiekowe zmagania z państwami Mezopotamii były dla Elamu raczej niepomyślne, chociaż udało się mu zachować swą odrębność. Początkiem końca Elamu były wojny z Asyrią, które doprowadziły do zdobycia przez nią elamickiej stolicy w 646 lub 645 p.n.e., a od 639 p.n.e. okupacji kraju. Po upadku Asyrii państwo na krótko się odrodziło, było jednak już tylko cieniem samego siebie, i w 538 p.n.e. zostało ostatecznie podbite przez Persów. Nie udało się dotychczas znaleźć pokrewieństwa pomiędzy językiem elamickim a jakimś innym. Wiele elementów kultury Elamu odcisnęło swoje piętno na Persach, którzy właśnie od tego podbitego przez siebie kraju przejęli szereg cywilizacyjnych zdobyczy. Do późnych czasów achemenidzkich elamicki był jednym z języków urzędowych w imperium perskim. To właśnie z racji tego wpływu historia Elamu jest ważna dla dziejów Iranu, chociaż Elamici nie byli ludem indoeuropejskim, ani tym bardziej irańskim.

## Przybycie Ariów
Ariowie albo Indo-Irańczycy wyodrębnili się z indoeuropejskiej rodziny językowej prawdopodobnie około połowy III tysiąclecia p.n.e., a już około 2000 p.n.e. ich język stracił wszelki z nią kontakt. Oznacza to, że ich migracja z pierwotnych terytoriów, prawdopodobnie mniej więcej dzisiejszego Kazachstanu, musiała rozpocząć się już wcześniej. Ariowie prowadzili półkoczowniczy tryb życia, a źródłem ich przewagi militarnej był udomowiony przez nich koń, którego zaprzęgali do rydwanów. Ich społeczeństwo dzieliło się na trzy klasy – kapłanów, wojowników i wytwórców, odpowiadające późniejszym hinduskim braminom, kszatrijom i wajśjom. Obecność klasy kapłanów wiąże się z silnie zrytualizowanym charakterem ich religii, która opierała się na składaniu krwawych ofiar i sprawowaniu obrzędów związanych z kultem świętego napoju Homy (indyjskiej Somy). Wierzyli oni także w życie pozagrobowe i czcili rozbudowany panteon bóstw.
W nauce walczą ze sobą zwolennicy dwóch hipotez odnośnie do trasy wędrówki Ariów do Iranu – przez Azję Środkową, albo przez Kaukaz. Obie mają za sobą silne argumenty pochodzące zarówno z badań archeologicznych, jak i tekstów źródłowych. W związku z powyższym niektórzy historycy proponują żeby przyjąć, że Ariowie docierali na teren dzisiejszego Iranu obiema drogami. Jest jednak faktem niepodważalnym, że w trakcie wędrówki Ariowie podzielili się na dwie grupy – irańską, która przybyła do dzisiejszego Iranu, i indyjską, która powędrowała do Indii. Już z XVIII w. p.n.e. posiadamy źródła mówiące o kontaktach Ariów z Hurytami, z którymi następnie przemieszali się i wspólnie utworzyli państwo Mitanni. Część Ariów, która nie pozostała w północnej Mezopotamii wyruszyła na tereny dzisiejszego Azerbejdżanu (ok. 1300 p.n.e.) – byli to poprzednicy Medów. Od nich oddzieliła się grupa podążająca na południe zachodniego Iranu – byli to protoplaści Persów. Ariowie wyparli lub zdominowali poprzedzającą ich ludność i zajęli jej miejsce.

## Media

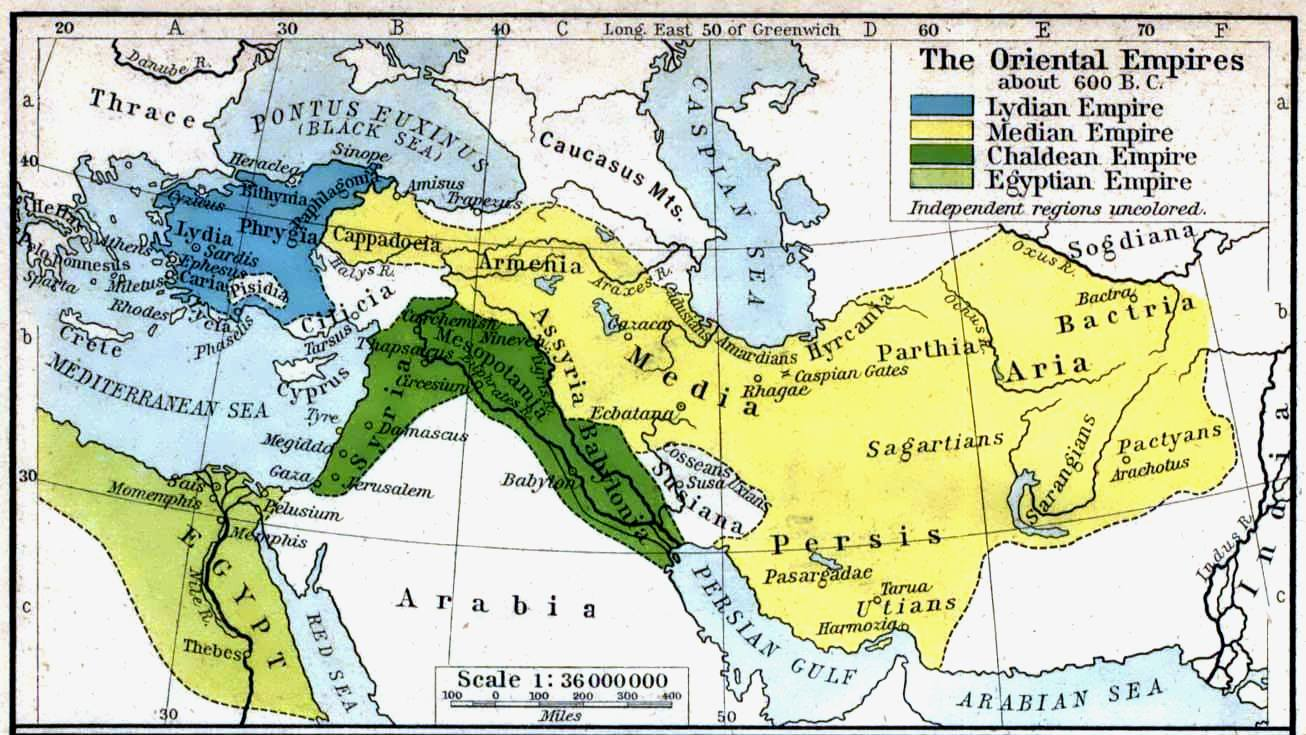
Państwo Medów i jego sąsiedzi około 600 r. p.n.e.

Najstarszą wzmianką o Medach jest inskrypcja króla Asyrii Salmanasara III z 835 p.n.e. W tym i następnym stuleciu Asyryjczycy mieli walczyć z wieloma niezależnymi władcami medyjskich małych państw, które udało im się podporządkować, choć nie w sposób trwały. Według Herodota Medów miał zjednoczyć Dejokes (ok. 700 p.n.e. – ok. 678 p.n.e.), panujący w Ekbatanie. Następca Dejokesa, Fraortes (ok. 678 p.n.e. – 625 p.n.e.), wyzwolił się z zależności od Asyrii i podporządkował Medom Persów, ostatecznie zginął jednak w walce ze Scytami. Od ich panowania uwolnił się następca Fraortesa, Kyaksares (ok. 625 p.n.e. – 585 p.n.e.). W 615 p.n.e. Kyaksares przyłączył się do chaldejskiego ataku na Asyrię i w 614 p.n.e. Medowie zdobyli Aszur, a w roku 612 Niniwę. Oznaczało to, że Asyria przestała istnieć. Za czasów Kyaksaresa Media stała się państwem ogromnym, rozciągającym się od Lidii na zachodzie do Baktrii na wschodzie. W 594 p.n.e. Kyaksares podbił Urartu, a jego atak w 585 p.n.e. na Lidię zahamowało jedynie zaćmienie słońca w bitwie nad rzeką Halys. Medyjskie państwo upadło nagle, w wyniku buntu wasala i wnuka następcy Kyaksaresa, Astyagesa (585 p.n.e. – 550 p.n.e.), Cyrusa II, władcy Persów. Cyrus zbuntował się w 553 p.n.e. i chociaż początkowo został pokonany, to w decydującym momencie armia medyjska opuściła Astyagesa i przeszła na stronę buntownika. Pod władzą nowej dynastii Medowie mieli być jednak traktowani na równi z Persami.

## Achemenidzi

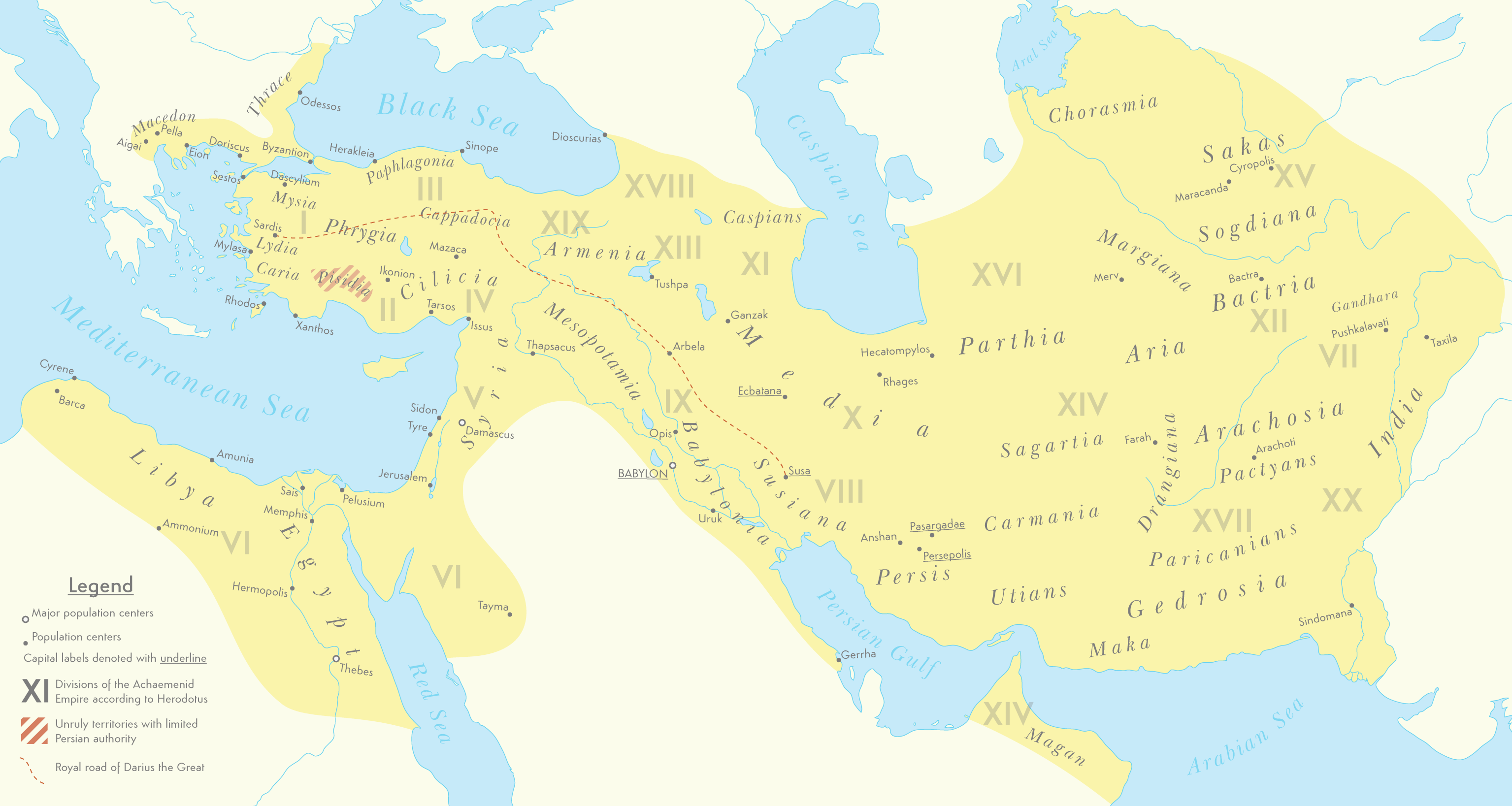
Państwo Achemenidów u szczytu potęgi ok. 500 p.n.e.

Achemenidzi być może rządzili Persami już w IX w. p.n.e., kiedy przebywali oni jeszcze w północnym Iranie w okolicach jeziora Urmia. Pod koniec VIII w. p.n.e. pod naporem Medów, Asyryjczyków i Urartu Persowie skierowali się na południe, by założyć niewielkie państwo graniczące od zachodu z Elamem. To właśnie w tym okresie miał panować na wpół legendarny założyciel dynastii, Achemenes. Według Herodota Achemenidzi należeli do najbitniejszego z dziesięciu perskich plemion, Pasargady, od którego wzięła nazwę pierwsza stolica państwa. Persowie byli początkowo zależni od Medów, jednak wykorzystując upadek Elamu w wyniku asyryjskiego najazdu w roku 646 p.n.e. zajęli oni wschodnie tereny tego państwa. Gdy władcą Persji został Cyrus II (559 p.n.e. – 529 p.n.e.), około 553 r. p.n.e. zbuntował się on przeciwko królowi Medów Astyagesowi i po trzyletnich walkach przejął medyjskie imperium. Po dokonaniu licznych podbojów na wschodzie Cyrus w 546 p.n.e. pokonał i zajął Lidię, a w 539 p.n.e. wkroczył do Babilonu, anektując państwo Chaldejczyków. W ten sposób stworzył on największe imperium jakie do tej pory widział świat, obejmujące właściwie całą Azję Zachodnią. Oprócz siły wojskowej ważną przyczyną jego sukcesów była polityka szacunku w stosunku do miejscowych zwyczajów i religii. Cyrus zginął walcząc na wschodnich kresach swojego państwa z koczowniczymi Massagetami.

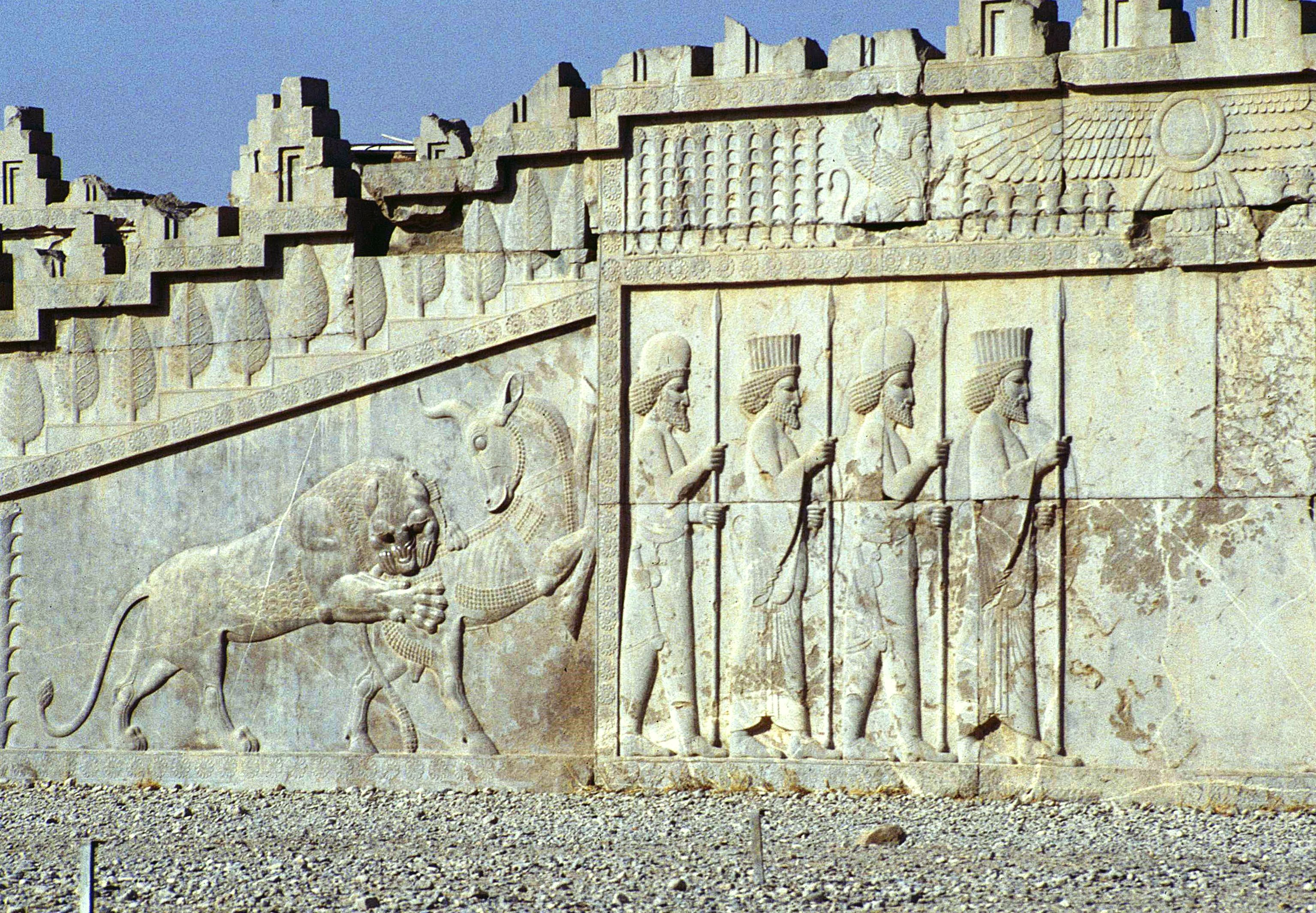
Wschodnie schody apadany w Persepolis

Następcą Cyrusa Wielkiego był Kambyzes II (529 p.n.e. – 522 p.n.e.), który przyłączył do imperium Egipt. Niedługo po jego śmierci w państwie wybuchła wojna domowa, z której ostatecznie zwycięsko wyszedł Dariusz I Wielki (521 p.n.e. – 486 p.n.e.). Przeniósł on oficjalną stolicę do Persepolis (kilkanaście kilometrów na południowy zachód od Pasargady), a administracyjną do Suzy. Przeprowadził także nowy podział na satrapie, podstawowe jednostki administracyjne imperium, których zarządcy cieszyli się dużą samodzielnością zarówno w sferze polityki wewnętrznej jak i zagranicznej. Zbudował sprawny system pocztowy, niezbędny w zarządzaniu tak rozległym państwem, i drogi. Najsłynniejszą z nich była tak zwana Droga Królewska z Suzy do Sardes, licząca 2575 kilometrów. Przeprowadził także reformę monetarną, wprowadzając złote darejki i srebrne szekle, oraz podatkową, dokonując oszacowania przychodów z ziemi i odpowiednio do niego wyznaczając obciążenia podatkowe. Dariusz pokonał również Scytów, zajmując Trację, oraz dokonał podboju doliny Indusu. Jednakże jego wyprawa przeciwko Atenom w roku 490 p.n.e. zakończyła się klęską pod Maratonem. Jego syn, Kserkses I (486 p.n.e. – 465 p.n.e.), po stłumieniu buntów w Egipcie i Babilonii w 480 p.n.e. przedsięwziął wielką wyprawę na Grecję, jego flota i armia została jednak pokonana w bitwach pod Salaminą i Platejami. Po trzydziestu latach dalszych walk Persowie ostatecznie w 449 p.n.e. uznali niepodległość greckich polis w Azji Mniejszej.
Za panowania Kserksesa rozpoczyna się powolny schyłek imperium Achemenidów, którego przyczyną nie jest jednak przegrana wojna z Grekami, lecz kryzys wewnętrzny. Stopniowo coraz większą rolę w rządzeniu zaczyna odgrywać harem, co nie sprzyjało racjonalnej polityce, szczególnie personalnej. Jednocześnie polityka tezauryzacji pieniądza i jego wypływ za granicę doprowadza do braku monety, co powoduje trudności w handlu, inflację i problemy z płaceniem podatków. W IV w. p.n.e. imperium perskie jest już ogarnięte kryzysem gospodarczym. Za pomocą swojego złota Achemenidzi byli jeszcze w stanie wpłynąć na wynik wojny peloponeskiej, w której poparli Spartę, a następnie tę samą Spartę pokonać przy pomocy innych państw greckich i w 386 p.n.e. odzyskać zachodnie wybrzeże Azji Mniejszej. Niemniej w 404 p.n.e. od imperium odpadł zbuntowany Egipt, w 401 p.n.e. wybuchła rebelia Cyrusa Młodszego. Satrapowie małoazjatyccy trwali w stanie buntu w latach 373 p.n.e. – 359 p.n.e., a w latach 356 p.n.e. – 352 p.n.e. przeciwko rządowi centralnemu wystąpił satrapa Frygii. W latach 349 p.n.e. – 344 p.n.e. wybuchały kolejne powstania w Fenicji i na Cyprze. Wszystkie te rewolty zostały ostatecznie stłumione, nie pozostały jednak bez wpływu na stan państwa. Ostatnim sukcesem imperium Achemenidów było odzyskanie Egiptu w 343 p.n.e. przez Artakserksesa III (359 p.n.e. – 336 p.n.e.). Państwo było jednak wyczerpane, a po zjednoczeniu Grecji po bitwie pod Cheroneą pod hegemonią Macedonii Persowie nie mogli już wygrywać jednych Greków przeciwko drugim. Mimo to Achemenidzi prawdopodobnie nie zostaliby tak nagle całkowicie wyzuci ze swoich posiadłości, gdyby nie militarny geniusz Aleksandra Wielkiego. W ciągu czterech lat pokonał on podczas wojny główne siły perskie i w 330 p.n.e. doprowadził do śmierci ostatniego Achemenidy, Dariusza III (336 p.n.e. – 330 p.n.e.).

## Okres hellenistyczny

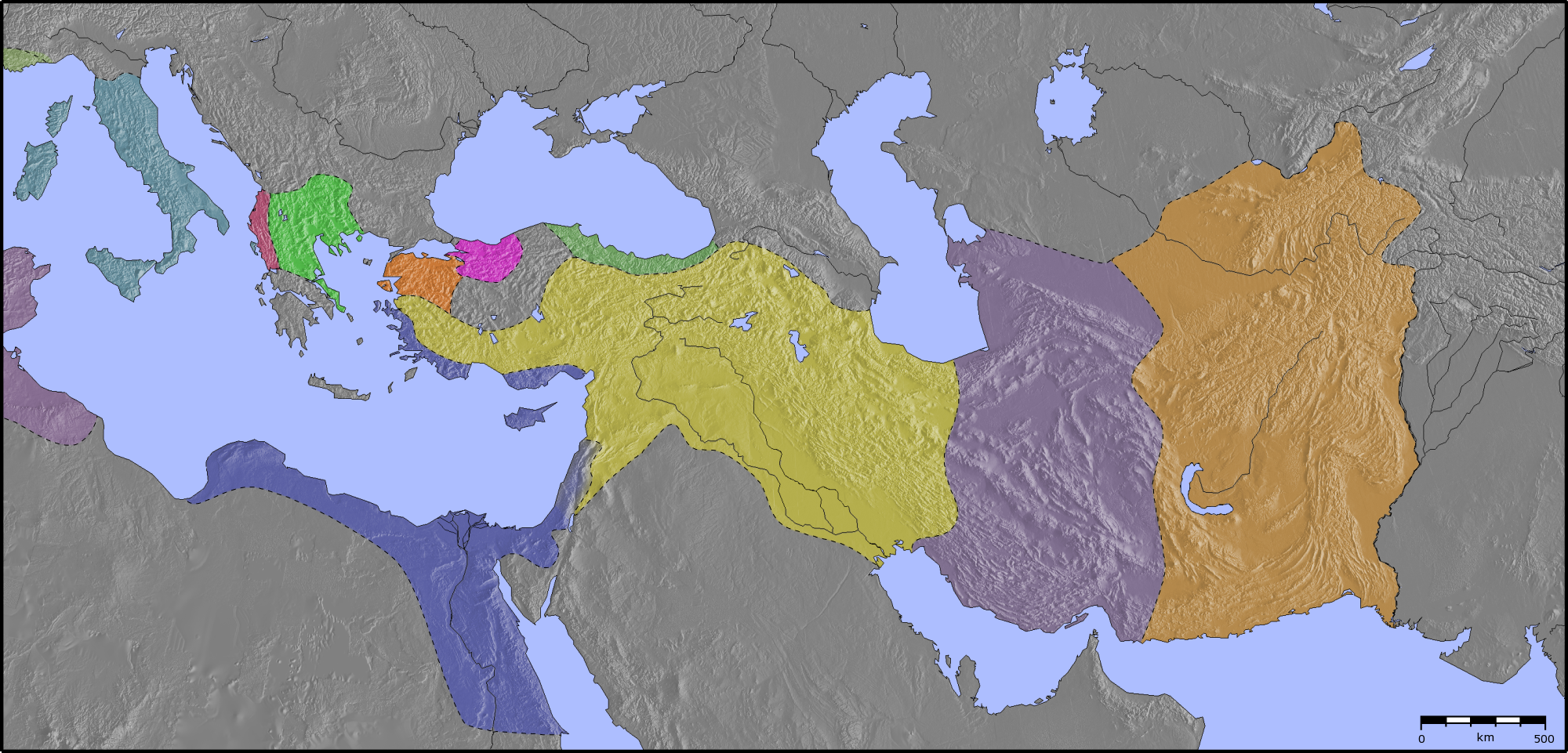
Seleucydzi (żółty), Partowie (fioletowy) i królestwo Baktrii (pomarańczowy) ok. 200 p.n.e.

Podbój wschodnich prowincji imperium Achemenidów zajął Aleksandrowi kolejne trzy lata. Oprócz zastosowania środków militarnych próbował on także spacyfikować opór Irańczyków przyciągając ich do administracji i wojska, a także przejmując niektóre tradycje Achemenidów, co przyniosło jednak ograniczone rezultaty. Persowie nie mogli zapomnieć mu śmierci Dariusza, spalenia Persepolis i zabicia tysięcy ludzi. W ich tradycji Aleksander przechował się jako okrutny zdobywca, niszczyciel miast i świętej księgi Awesty. Ta umiarkowanie properska polityka została całkowicie zarzucona przez następców Aleksandra na terenie Iranu, Seleucydów, którzy stali na gruncie greckiego ekskluzywizmu. Założyciel tej dynastii, Seleukos I Nikator (312 p.n.e. – 281 p.n.e.), w 312 p.n.e. zajął Babilonię, a w ciągu kilku następnych lat także zachodni Iran. Po zwycięstwie w bitwie pod Ipsos w roku 301 p.n.e. stworzył on olbrzymie państwo rozciągające się od Syrii do Indii. Stolica Seleucydów, Antiochia, była jednak położona w Syrii, co oznaczało, że od początku byli oni bardziej zainteresowani zachodnią częścią swojego państwa, mniej uwagi poświęcając satrapiom wschodnim. Już Seleukos Nikator oddał dolinę Indusu i Arachozję Ćandragupcie, indyjskiemu władcy z dynastii Maurjów. Obrona przed miejscowymi koczownikami została pozostawiona w gestii wschodnich satrapów, nic więc dziwnego, że ok. roku 250 p.n.e. jeden z nich, satrapa Baktrii Diodotos stworzył niezależne królestwo. Z kolei w 238 p.n.e. satrapię Partii i Hyrkanii zajęli Parnowie, koczownicze plemię pochodzenia wschodnioirańskiego.

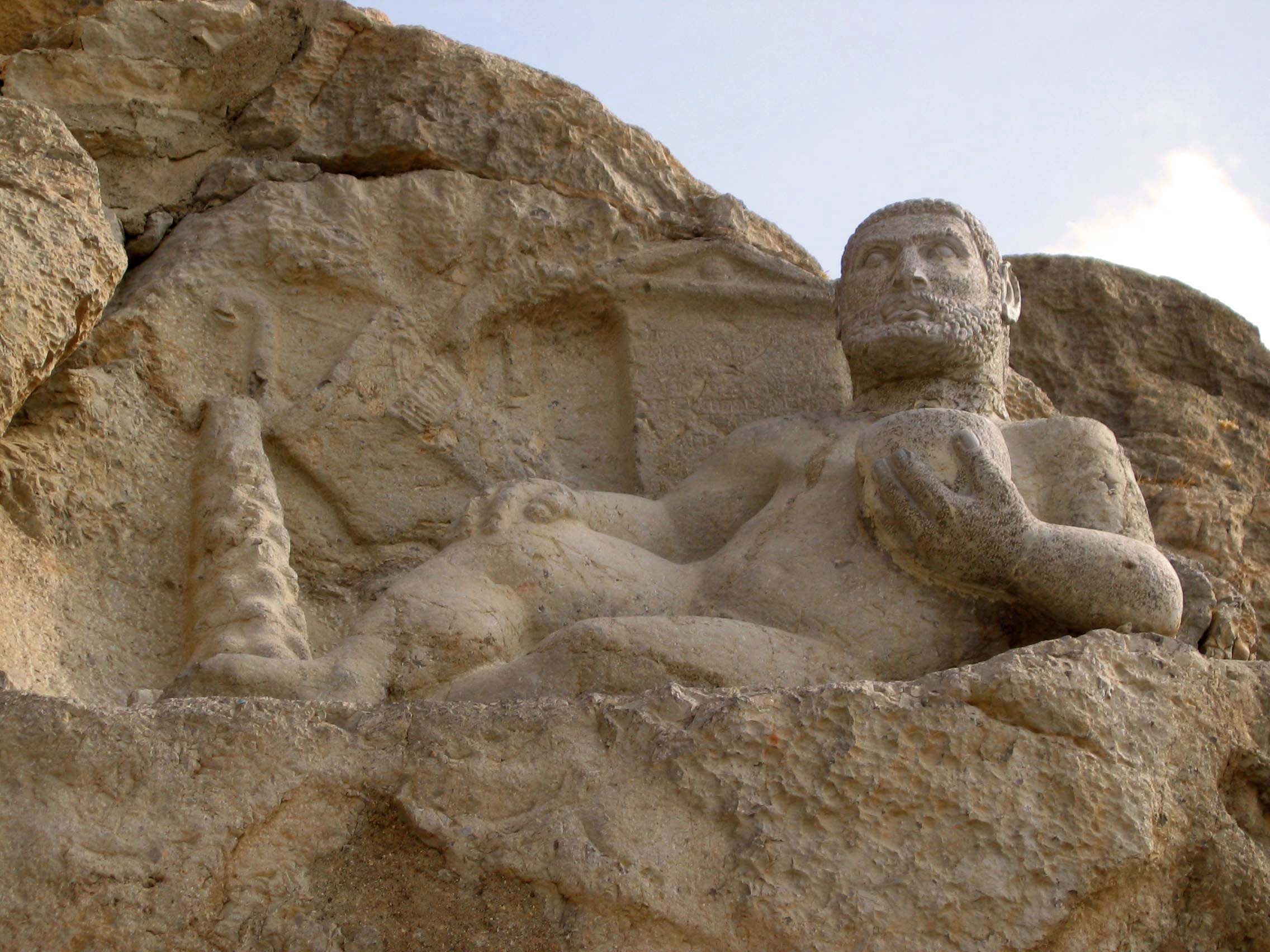
Rzeźba Heraklesa wykuta w skale w pobliżu Bisotun na polecenie seleukidzkiego satrapy w 148 p.n.e.

Antioch III (223 p.n.e. – 187 p.n.e.) podjął ostatnią próbę odzyskania wschodnich terytoriów, jednak niedługo po jego śmierci Seleucydzi zostali całkowicie wyparci z Iranu. Ok. 150 p.n.e. utracili oni Fars, pierwotne terytorium Achemenidów, w 148 p.n.e. lub 147 p.n.e. Partowie zajęli Medię, a w 141 p.n.e. Babilonię. Próbujący odzyskać te terytoria Antioch VII Sidetes (138 p.n.e. – 129 p.n.e.) został przez nich pokonany i zabity. Od tego momentu Seleucydzi przestali odgrywać znaczącą rolę w historii Iranu. W trakcie swojej władzy wywarli ograniczony wpływ na perską kulturę, wprowadzając grecką monetę, system miar i wag, oraz zakładając pewną liczbę kolonii. Hellenizacja dotknęła jedynie niewielkiej części elity. Nieco inaczej rzecz miała się w królestwie Baktrii, gdzie broniąc się przed koczownikami Grecy nie mogli sobie pozwolić na swój nacjonalistyczny ekskluzywizm. Alfabet grecki został w nim przystosowany do zapisu miejscowego języka, a w sztuce doszło do przemieszania wpływów greckich, irańskich i indyjskich. Ok. 190 p.n.e. Baktryjczycy rozpoczęli ekspansję w kierunku Indii, zakładając tam kolejne królestwo. Choć kres ich państwu położył najazd Saków i Yuezhi ok. 130 p.n.e., to Baktryjczycy rządzili jeszcze na terenie Hindukuszu do ok. 70 p.n.e., a na terenie Indii do ok. 10 n.e.

## Partowie

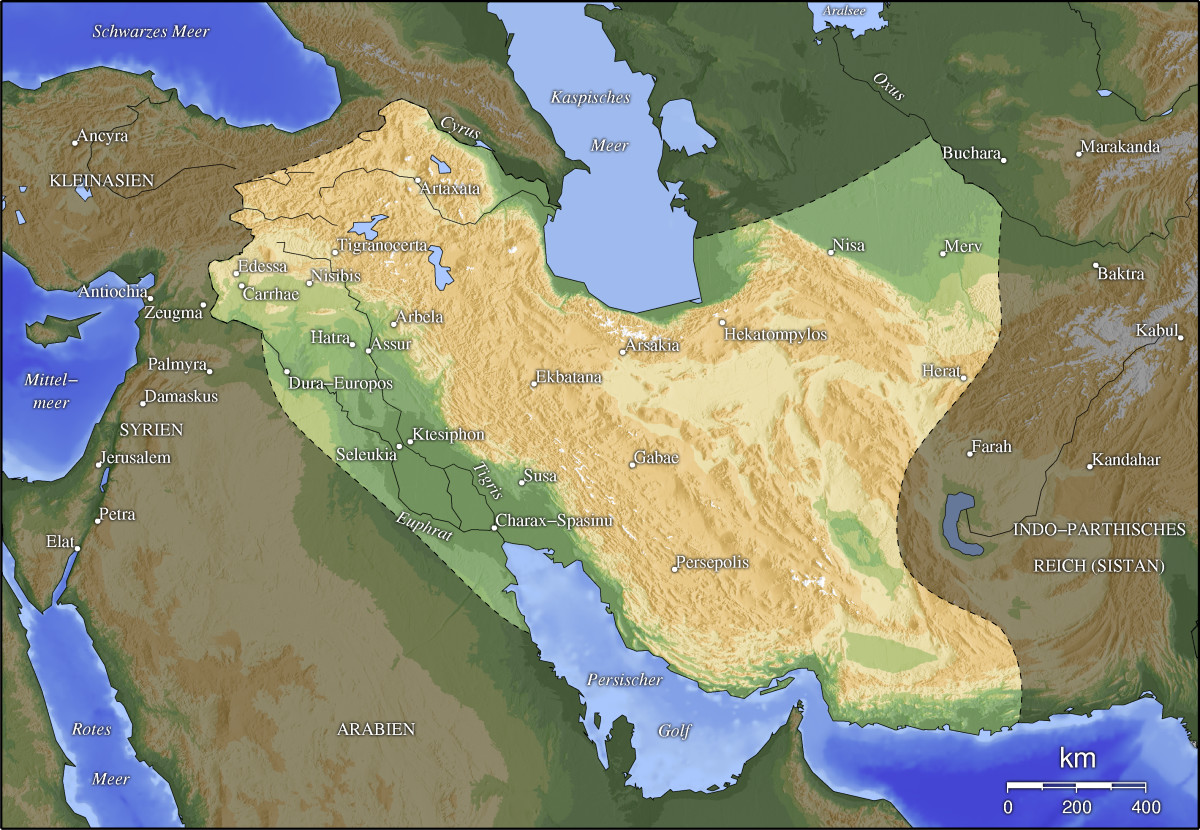
Królestwo Partów

Parnowie byli jednym z trzech plemion tworzących scytyjską konfederację Dahów, która w III w. p.n.e. przybyła w rejon na południowy wschód od Morza Kaspijskiego. Wykorzystując bunt miejscowego satrapy, ok. 238 p.n.e. ich wódz, Arsakes (ok. 250 p.n.e. – 211 p.n.e.), zajął Partię i Hyrkanię, gdzie założył własne państwo. Od nazwy satrapii Partia Parnowie zaczęli się nazywać Partami, i pod taką nazwą przeszli do historii. Początkowo Partowie ograniczali swoją władzę do wspomnianych wyżej dwóch satrapii, jednak Mitrydates I (171 p.n.e. – 138 p.n.e.) wykorzystał osłabienie Seleucydów oraz rozpad monarchii Greków Baktryjskich we wschodnim Iranie i zjednoczył pod swoją władzą większość ziem irańskich oraz Mezopotamię. Ówcześni władcy perscy i elamiccy, wasale Seleucydów, przeszli pod jego zwierzchnictwo. Władzy Partów rzucili jednak wyzwanie koczownicy ze wschodu. Fraates II (138 p.n.e. – 128 p.n.e.) zginął w walce z Sakami, a Artabanus I (138 p.n.e. – 124 p.n.e.) w walce z Yuezhi. W Babilonii przeciwstawiło się Partom państwo Characene. Dopiero Mitrydates II ustabilizował wschodnią granicę, ostatecznie opanował Mezopotamię, oraz osadził na tronie Armenii Tigranesa II. Nawiązał on także kontakty z Chinami i Rzymem, oraz zaczął używać perskiego tytułu szachinszach. Po śmierci Mitrydatesa nastąpił okres chaosu - pierwszym królem o silniejszej władzy był dopiero Orodes II (57 p.n.e. – 37 p.n.e.). W roku 53 p.n.e. jego armia zadała Rzymianom druzgocącą klęskę w bitwie pod Carrhae, co rozpoczęło trwające niemal 300 lat wojny partyjsko-rzymskie. Ich późniejszy przebieg był dla Partów generalnie mniej szczęśliwy – w latach 114, 197 i 216 Rzymianie zajmowali nawet ich stolicę, Ktezyfon. Te porażki wynikały z wewnętrznej słabości państwa, które było wstrząsane częstymi walkami o tron członków dynastii Arsacydów, wspieranych przez stronnictwa arystokracji. Państwo Partów w przeciwieństwie do wcześniejszych Achemenidów i późniejszych Sasanidów miało charakter na poły feudalny, ze stosunkowo słabą władzą centralną. Obejmowało liczne satrapie, wolne miasta oraz zależne księstwa i królestwa uznające zwierzchnictwo dynastii Arsacydów, tytułujących się, wzorem Achemenidów, Wielkimi Królami i Królami Królów. Ponadto Partowie musieli prowadzić wojnę na dwa fronty, ciągle zagrożeni przez koczowników ze wschodu. Paradoksalnie, za Partów, przynajmniej we wczesnym okresie ich panowania, nastąpił proces hellenizacji mający głębszy charakter niż za Seleucydów, czego świadectwem był tytuł filohellena wybijany na monetach ich władców. Począwszy jednak od I wieku naszej ery trend ten uległ odwróceniu, na rzecz kultywowania tradycji czysto irańskich. W roku 220 jeden z wasali Arsacydów, władca Farsu Ardaszir, zbuntował się przeciwko nim, wykorzystując wyczerpanie kolejną wojną domową i wojną z Rzymem. 28 kwietnia 224 pokonał on i zabił ostatniego króla Partów Artabanusa IV (213–224) w bitwie pod Hormizdeganem, tym samym zakładając fundament pod nową dynastię Sasanidów.

## Iran Wschodni

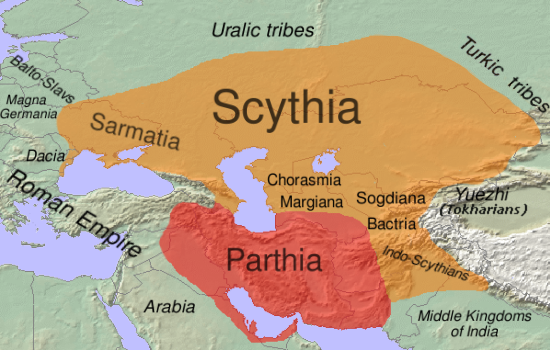
Zasięg wpływów kultury i języków irańskich (Wielki Iran) ok. 100 r. p.n.e. - wyróżniono Irańczyków zachodnich, zdominowanych przez Partów (kolor czerwony), i wschodnich, zdominowanych przez Scytów (kolor pomarańczowy)

Przez Iran Wschodni w starożytności należy rozumieć w przybliżeniu terytorium Azji Środkowej, zamieszkane wówczas w większości przez ludy irańskie. Posiadały one w dużej mierze odrębną od Iranu Zachodniego historię, chociaż obie grupy Irańczyków pozostawały ze sobą w stałym kontakcie i wpływały na siebie. W przeciwieństwie do Iranu Zachodniego ich historia nie była skoncentrowana wokół następujących po sobie wielkich imperiów. Podstawowym wśród wschodnich Irańczyków podziałem był podział na ludy koczownicze, obejmowane w starożytności wspólnym mianem Scytów, oraz dzielnice w których dominowało rozwinięte rolnictwo i cywilizacja miejska, takie jak Chorezm, Sogdiana i Baktria, które od czasu do czasu były przedmiotem inwazji tych pierwszych. Wśród Scytów wyróżnić należy Scytów Zachodnich, zamieszkujących mniej więcej terytorium dzisiejszej Ukrainy, oraz Scytów Wschodnich, to jest Saków, jak nazywali ich Persowie. Przyjmuje się, że obie grupy oddzielał od siebie Don. Scytowie Zachodni, chociaż byli Irańczykami, szybko znaleźli się pod dużym wpływem kultury greckiej. Pierwsi Achemenidzi próbowali podporządkować sobie Scytów, uzyskali jednak bardzo umiarkowane sukcesy na tym polu, jak już jednak wspomniano powyżej, udało im się podbić część Iranu Wschodniego zamieszkaną przez ludy osiadłe. Aleksander Wielki musiał zdobywać sporą część tych terytoriów na nowo, ponieważ w międzyczasie uniezależniły się one od Achemenidów. Szczególnie zaciekły opór stawiała mu Sogdiana, gdzie w celu osiągnięcia zwycięstwa posunął się on do metod ludobójczych, mordując całą ludność wielu miast i wsi (historycy greccy piszą o wymordowaniu stu kilkudziesięciu tysięcy ludzi). Dla utrwalenia swoich zdobyczy Aleksander pozostawił w Baktrii i Sogdianie ponad 20 tysięcy greckich osadników, którzy potem stanowili oparcie dla władzy Seleucydów i Królestwa Greków Baktryjskich, o których napisano już przy omawianiu okresu hellenistycznego w dziejach Iranu. Około roku 140 p.n.e. do Baktrii wdarli się Sakowie, którzy byli naciskani przez Yuezhi, koczowniczy lud przybyły ze wschodu w wyniku presji Xiongnu. Sakowie dotarli następnie aż do Indii, gdzie założyli państwa Indo-Scytyjskie, natomiast Yuezhi po przekształceniu się w plemienną federacje Kuszanów założyli królestwo, które aż do III wieku odgrywało dominującą rolę we Wschodnim Iranie, obejmując ogromne terytoria rozciągające się od Azji Centralnej do północnych Indii. Zaadaptowali oni zapisywany alfabetem greckim język baktryjski i popierali buddyzm. Szczyt ich potęgi przypadł na panowanie Kaniszki (ok. 127–147). W III wieku ich państwo zostało jednak zniszczone przez Sasanidów, którzy wymusili na Baktrii i Sogdianie jakąś formę podległości. Ważniejsze dla przyszłości wschodnich Irańczyków było jednak pojawienie się w Azji Centralnej pod koniec IV wieku najeźdźców o proweniencji nieirańskiej, takich jak Chionici, a następnie Heftalici. Wprawdzie uważa się, że oba te ludy prawdopodobnie zawierały w sobie także element irański, niemniej ich obecność zwiastowała powolny schyłek irańskiej dominacji w Azji Środkowej. Heftalici pokonali i zabili Sasanidę Peroza I (457–484), oraz pomogli odzyskać tron Kawadowi I (488–496 i 498–531), który musiał płacić im trybut. Jednak jego następca, Chosrow I (531–579), rozbił ich państwo sprzymierzając się z Turkami. Teraz to właśnie ci nie-irańczycy stali się dominującą siła w Azji Centralnej, sprawując luźną kontrolę nad ciągle irańskimi Baktrią i Sogdianą. Ta ostatnia od VI do VIII wieku przeżywała swój złoty wiek. Tworzyła ona konfederację państewek rządzonych przez ichszyda, wywodzącego się z jednego z nich. Jej kupcy zdominowali Jedwabny szlak, a sogdyjski stał się lingua franca na całym szlaku. Sogdyjczycy transportowali nie tylko towary, ale także religie - na ich terytorium były bowiem obecne zarówno zoroastryzm, buddyzm, jak i manicheizm. To oni przynieśli do Chin ten ostatni, wywarli także pewien wpływ na chińską sztukę, sprowadzili natomiast od Chińczyków liczne nowe gatunki warzyw i owoców.

## Sasanidzi

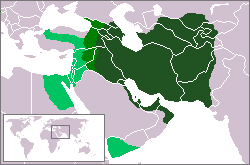
Imperium perskie za czasów Sasanidów: terytorium przez większość jego istnienia (ciemna zieleń) i zasięg krótkotrwałych największych zdobyczy (jasna zieleń)

Rządy dynastii Sasanidów (nazwa pochodzi od imienia dziadka Ardaszira, Sasana) pod kilkoma istotnym względami różniły się od wcześniejszych. Po pierwsze w stopniu dotychczas niespotykanym nawiązywali oni do tradycji Achemenidów (którzy w międzyczasie w zbiorowej pamięci stali się półlegendarnymi Kejanidami) i innych czysto irańskich, przeciwstawiając je greckim i rzymskim – to jest opierali się na ideologii o charakterze nacjonalistycznym. Po drugie, przynajmniej od czasu śmierci Szapura I (240–270) coraz silniejsze były związki państwa z zoroastryzmem, który stał się niejako religią oficjalną, i w związku z tym doszło do prześladowania innych wyznań, chociaż nigdy nie przybrało ono charakteru systematycznego. Po trzecie wreszcie stopniowo dochodziło do coraz większej centralizacji rządów, która osiągnęła szczyt za panowania Chosrowa I (531–579).
Pierwszym okresem potęgi dynastii było panowanie jej drugiego władcy, Szapura I, który w roku 244 pokonał cesarza Gordiana III, a następnie zmusił do zawarcia korzystnego dla siebie pokoju jego następcę, Filipa Araba. Szczytowym momentem wojen Szapura z Rzymem było zniszczenie całej armii rzymskiej i wzięcie do niewoli cesarza Waleriana ok. 260. Po śmierci Szapura I nastąpił jednak okres zamętu, po części spowodowany niepokojami religijnymi wynikającymi z ekspansji nowo powstałego manicheizmu, jak i chrześcijaństwa, które to religie zdawały się podważać fundamenty państwa, pierwsza poprzez radykalizm swej doktryny, druga poprzez związki z Rzymem. To wtedy Sasanidzi nadali liczne przywileje zoroastryjskiemu klerowi, który wydawał się silną gwarancją stabilności władzy. Poza tym krajem wstrząsały wojny domowe pomiędzy członkami dynastii wspieranymi przez poszczególne odłamy arystokracji. Państwo powróciło do siły za długich rządów Szapura II (309–379), który stoczył szereg zwycięskich wojen z Rzymem.
Potem nastąpił jednak długotrwały kryzys, trwający właściwie aż do roku 531. Początkowo wynikał on z brutalnej walki jaką prowadziła arystokracja i kler przeciwko monarchii, chcąc uzyskać jak najwięcej niezależności kosztem jej władzy. Kolejni władcy ginęli w wyniku spisków i zajęci tłumieniem ciągłych rebelii oraz strachem przed nimi nie byli w stanie rządzić efektywnie. W drugiej połowie V wieku jednak głównym problemem stało się zagrożenie zewnętrzne ze strony wspomnianych wyżej Heftalitów. Peroz I (459–484) został przez nich pokonany i zabity, a jego syn, Kawad I (488–496 i 498–531), zawdzięczał im powrót na tron, ale w zamian musiał płacić roczny trybut. Te klęski stały się impulsem do przeprowadzenia reform, które rozpoczął Kawad, a kontynuował jego następca, Chosrow I (531–579). Objęły one zarówno wojsko jak i administrację, a w szczególności system podatkowy, który stał się bardziej racjonalny i sprawiedliwy. To właśnie te reformy pozwoliły Chosrowowi I rozbić Heftalitów w przymierzu z Turkami, skutecznie przeciwstawić się tym ostatnim kiedy zwrócili się oni przeciwko Iranowi oraz toczyć zwycięskie wojny z Bizancjum. Panowanie Chosrowa I, którego sprawiedliwość stała się wręcz przysłowiowa, posiadającego szerokie intelektualne zainteresowania, było w historii Iranu okresem rozkwitu w każdej sferze, zarówno militarnej, jak i gospodarczej oraz kulturalnej.
Jego następca, Hormizd IV (579–589), został obalony przez Bahrama Czobina (590–591), wodza sławnego ze swoich zwycięstw nad Turkami. Jednak wkrótce syn Hormizda, Chosrow II Parwiz (591–628), prowadząc ze sobą bizantyjską armię pokonał Bahrama i zabił go. Wnuk wielkiego Chosrowa I po zdobyciu władzy oddał się głównie swojemu zamiłowaniu do luksusu i zmysłowych uciech. Po śmierci cesarza Maurycjusza, któremu zawdzięczał tron, Chosrow ogłosił się jego mścicielem, i rozpoczął długotrwałą wojnę z Bizancjum. Sasanidzki władca zdobył Syrię, Palestynę i Egipt, a jego wojska dotarły aż pod Konstantynopol. Jednak od roku 622 pod wodzą cesarza Herakliusza wojska bizantyjskie po kolei rozbijały wyczerpane długoletnią wojną irańskie armie, wykorzystując możliwość transportu morzem, nad którym cały czas panowała bizantyjska flota, oraz sojusz z Chazarami. Ostatecznie Chosrow był zmuszony sformować armię z niewolników i kucharzy, którą w 627 roku Herakliusz doszczętnie rozbił pod dawną stolicą Asyrii Niniwą. Wkrótce potem Chosrow został obalony i stracony. Imperium ogarnęła wojna domowa, po której ostatecznie władcą został ośmioletni wnuk Chosrowa II, Jezdegerd III (632–651). Kraj był kompletnie zdezorganizowany, liczni możnowładcy stali się właściwie na wpół niezależnymi władcami - zaniedbano nawet sieć irygacyjną, tak że niektóre pola uprawne stały się bagnami. Na tak wyniszczone państwo uderzyli niedawno zjednoczeni przez Mahometa Arabowie i wkrótce zadali irańskiej armii szereg klęsk, w tym dwie najważniejsze: pod Al-Kadisijją w 637 oraz Nihawandem w 642. Ostatecznie Jezdegerd zginął w 651 w Merwie, a wraz z nim „era Perskiej suwerenności tak samo jak odrębnej kultury dobiegła końca, a ślady po ostatnim reprezentancie starożytnej cywilizacji Bliskiego Wschodu zaginęły”.

## Religia w starożytnym Iranie
Pierwotne formy starożytnej religii Irańczyków są o tyle trudne do zrekonstruowania, że źródła pisane na ich temat pochodzą z okresu co najmniej o kilkaset lat późniejszego. Najstarsze partie Awesty, świętej księgi zaratusztrianizmu, pochodzą z ok. 1000 p.n.e., jednak nawet one były wielokrotnie poprawiane w celu uzgodnienia ich z późniejszym rozwojem tej religii. Te uwagi w szczególny sposób odnoszą się do religii Ariów, którą rekonstruuje się głównie na podstawie podobieństw pomiędzy irańską Awestą a indyjską Rigwedą. Pewne kwestie są jednak jasne. Religia Ariów była silnie zrytualizowana i stąd obecna w niej była kasta kapłańska, która w sposób właściwy składała krwawe ofiary i sprawowała obrzędy związane z kultem świętego napoju Homy (indyjskiej Somy). Po śmierci dusza człowieka musiała przejść do innego świata przez most, który stawał się ostry jak miecz jeśli nie była go ona godna. Wydaje się, że początkowo była to kwestia słabo związana z moralnymi zasługami jednostki, a raczej z jej pozycją społeczną. Znamy tekst traktatu Mitanni z ok. 1380 p.n.e., w którym są wymienieni bogowie tacy jak Mitra, Waruna i Indra, co świadczy o tym, że w tym okresie Irańczycy zachowali rozbudowany panteon bóstw podobny do indyjskiego.
Najważniejszą postacią w historii irańskich religii był Zaratusztra, którego życie różni badacze umieszczają pomiędzy XIII a połową VI w. p.n.e., przy czym większość przyjmuje, że żył on ok. 1000 r. p.n.e. Odrzucił on krwawe ofiary i picie oszałamiającej homy, a także politeizm. Czcił za to Ahura Mazdę, „Pana Mądrości”, stwarzającego świat i człowieka, którym opiekuje się za pośrednictwem Spenta Mainju, swojego „Świętego Ducha”, oraz sześciu Amesza Spentów. „Relacja pomiędzy Ahurą Mazdą a jego Świętym Duchem jest teologicznie tak subtelna i trudna do zdefiniowania jak ta pomiędzy Jahwe a Duchem Świętym w judaizmie i chrześcijaństwie”. Obok Ahura Mazdy istnieje także Angra Mainju, według niektórych badaczy brat bliźniak Spenta Mainju, tak samo jak wszystko inne wywodzący się od Ahura Mazdy, według innych zaś tak samo jak on odwieczny. Jakkolwiek rzecz by się miała w pierwotnym zaratusztrianizmie, w jego dojrzałej, sasanidzkiej wersji, Angra Mainju, nazywany teraz Arymanem, posiada właśnie ten drugi status, co według reprezentantów pierwszej z wymienionych opcji jest degeneracją pierwotnego monoteizmu Zaratusztry. W takiej czy innej postaci zaratusztrianizm posiada w sobie silny pierwiastek dualistyczny – świat jest w nim areną starcia dobra i zła, światła i ciemności, to jest Ahura Mazdy i Angra Mainju. Człowiek musi opowiedzieć się za prawdą, Aszą, albo kłamstwem, Draugą. Postępuje on w zgodzie z Ahura Mazdą, stwórcą życia, rozmnażając zwierzęta i rośliny oraz posiadając dzieci. Przejdzie on przez wspomniany wyżej most prowadzący do zaświatów jeśli suma jego uczynków dobrych będzie większa od tych złych. Na końcu świata Ahura Mazda ześle na świat Zbawiciela, Saoszjanta, a Angra Mainju zostanie bądź całkowicie pozbawiony mocy bądź unicestwiony.
Zaratusztrianizm nie był jedyną z irańskich religii, nie był też zjawiskiem monolitycznym pod względem doktrynalnym. Najważniejszą z „herezji” wewnątrz zaratusztrianizmu był Zurwanizm, według którego pierwotnym bogiem był Zurwan, nieskończony czas, z którego dopiero wywodzili się Ahura Mazda i Angra Mainyu. Natomiast odrębną, z punktu widzenia zaratusztrianizmu heretycką religią był manicheizm, głoszony przez proroka Maniego w III wieku n.e. Nauka manichejczyków podobnie jak zaratusztrianizm mówiła o walce dwóch kosmicznych sił dobra i zła, jednak w tej religii człowiek i świat jest stworzony przez Szatana, a zadaniem tego pierwszego jest uwolnienie zawartego w nim pierwotnego światła od wszelkich materialnych form bytowania przez ascezę, w tym wstrzemięźliwość płciową. Ostatecznie proces uwalniania światła (i tym samym zagłady świata) doprowadzi do końca Zbawiciel, Jezus, który ma jednak bardzo niewiele wspólnego z Jezusem chrześcijan. O ile zatem zaratusztrianizm akceptował świat jako dobry twór Ahura Mazdy, z którego trzeba tylko pozbyć się zła wprowadzonego przez Angra Mainju, o tyle manicheizm świat odrzuca. Mimo zatem pewnych istotnych zbieżności (dualizm dobra i zła, eschatologia końca świata, postać Zbawiciela) trudno o dwie bardziej różne w swej wymowie religie. Nic zatem dziwnego, że manicheizm stał się przedmiotem prześladowań związanych z zaratusztriańskim klerem Sasanidów. Chociaż osłabiony, przetrwał je jednak i rozprzestrzenił się w Azji, Europie i Afryce Północnej. Radykalnym ruchem religijno-społecznym był VI-wieczny mazdakizm. Również w jego przypadku mamy do czynienia z dualistyczną teologią, której można się spodziewać po religii założonej przez byłego zaratusztriańskiego kapłana, ważniejsze jest jednak przekonanie mazdakitów, że Bóg początkowo zapewnił ludziom sprawiedliwy rozdział dóbr, który został zaburzony poprzez wtargnięcie zła, wykorzystującego takie elementy ludzkiej natury jak chciwość, gniew czy pożądanie. Sytuacja ta powinna być zmieniona, dlatego mazdakici domagali się równego podziału dóbr, w tym kobiet, które gromadzili w swoich haremach bogacze uniemożliwiając niektórym zawarcie małżeństwa. Ten program, który mazdakidzi zaczęli realizować w praktyce, był oczywiście nie do zaakceptowania przez warstwy wyższe, dlatego mazdakizm został stłumiony siłą.
Obok religii rodzimych w Iranie istniał także judaizm i chrześcijaństwo. To drugie wyznanie, mimo prześladowań, szerzyło się coraz bardziej, i być może zajęłoby miejsce zaratusztrianizmu, gdyby nie nadejście islamu. Religie irańskie wpłynęły na judaizm, chrześcijaństwo i islam poprzez swoją koncepcję dualizmu dobra i zła, eschatologię i Zbawiciela mającego się pojawić na końcu świata.